# Moehringia
Moehringia es un género de plantas con flores de la familia Caryophyllaceae. Nativo de Norteamérica, Europa y Asia. Comprende 70 especies descritas y   de estas, solo 30 aceptadas.

## Descripción
Son plantas herbáceas caducas o perennes con rizomas. El tallo postrado o erecto. Las hojas pecioladas o sésiles, lanceoladas o elípticas o ovadas, no suculentas. Las inflorescencias terminales. El fruto es una cápsula. 

## Taxonomía
El género fue descrito por Carlos Linneo y publicado en Species Plantarum 1: 359. 1753.  La especie tipo es: Moehringia muscosa L.

## Especies seleccionadas
- Moehringia alleizettei
- Moehringia bavarica
- Moehringia burnai
- Moehringia ciliata
- Moehringia concarenae
- Moehringia fontqueri, Pau[3]